# Vjačeslav Ivanovič Ivanov
‎
Vjačeslav Ivanovič Ivanov (rusko Вячесла́в Ива́нович Ива́нов), ruski pesnik, dramatik, kritik, filolog, filozof, prevajalec in arheolog, * 28. februar (16. februar, ruski koledar) 1866, Moskva, Ruski imperij (sedaj Rusija), † 16. julij 1949, Rim, Italija.
Ivanov je znan po veliki uporabi simbolizma v svojih pesmih. Hvalil se je, da so njegove pesmi nerazumljive brez slovarja in komentarja.

## Dela
- Krmarjeve zvezde (Кормчие звёзды) (1903),
- Razvneto srce
- Prozornost (Прозрачность) (1904).